# 阿利伊
阿利伊是夏威夷群岛的传统贵族。他们拥有共同的世袭统治者血统，称为“诺霍阿利伊”（Noho aliʻi）。
“阿利伊”这个词在其他波利尼西亚语言中也有相似的含义；在毛利语中发音为“阿里基”（ariki），在塔希提语中则为“阿里伊”（ari'i）。
“阿利伊努伊”（Aliʻi nui）是岛屿的最高首领，地位至高无上（在夏威夷王国时期，这个称谓演变为“总督”之意）。夏威夷群岛的4个最大的岛屿（夏威夷岛、毛伊岛、考爱岛和瓦胡岛）通常由各自的“阿利伊努伊”统治。莫洛凯岛也曾有“阿利伊努伊”，但在17世纪和18世纪，该岛被附近的毛伊岛和瓦胡岛统治。“莫伊”（Mōʻī）是毛伊岛最高首领的特殊称号；后来，这个称号被用来指代所有夏威夷群岛的统治者和夏威夷君主。